# Shakespears Sister
Shakespears Sister foi uma dupla musical de pop e rock que foi formada em 1988 pela cantora e compositora irlandesa Siobhan Fahey, ex-integrante do Bananarama. Shakespears Sister começou como um ato solo, mas se tornou uma dupla em 1989, com a adição da musicista americana Marcella Detroit. Juntas, eles emplacaram dois álbuns no top dez da parada UK Albums Chart e uma série de sucessos no top quarenta da UK Singles Chart, incluindo o single "Stay" (1992), que permaneceu em primeiro lugar por oito semanas. Detroit foi dispensada da banda em 1993, deixando Fahey como a única membro novamente, até que este último encerrou o projeto em 1996. Depois de trabalhar com seu próprio nome por alguns anos, Fahey reviveu o apelido Shakespears Sister em 2009. Em 2019, Fahey e Detroit se reuniram como Shakespears Sister para uma turnê e lançaram os singles "All the Queen's Horses" e "When She Finds You", além do EP Ride Again.

## Discografia
- 1989- Sacred Heart
- 1992- Hormonally Yours
- 2004- #3 - Siobhan Fahey sem Marcella Detroit, gravado entre 1995-1996
- 2004- The Best of Shakespears Sister - CD/DVD hits compilation album
- 2005- Long Live the Queens! - b-sides
- 2009- Songs from the Red Room

### Singles
- 1988- "Break My Heart (You Really)" / "Heroine"
- 1989- "Heroine" (EUA e Canadá)
  - - "You're History"
  - - "Run Silent"
- 1990- "Dirty Mind"
- 1991- "Goodbye Cruel World"
- 1992- "Stay"
  - - "I Don't Care"
  - - "Goodbye Cruel World" (re-edição)
  - - "Hello (Turn Your Radio On)"
- 1993- "My 16th Apology"
- 1996- "I Can Drive"